# Урмеев, Рашид Газизович
Рашид Газизович Урмеев (9 июня 1956) — киргизский футболист, киргизский и российский футбольный тренер. Заслуженный тренер Кыргызстана.

## Карьера
О выступлениях в советский период сведений нет[уточнить].
После распада СССР 36-летний футболист стал выступать в высшей лиге Кыргызстана и в первых двух сезонах сыграл 10 матчей и забил 2 гола, затем перешёл на тренерскую работу.
В 1995 году «Семетей» под его руководством стал обладателем Кубка Кыргызстана. В 1996 году тренер возглавил «Металлург» (Кадамжай), куда перешли многие игроки «Семетея», и привёл команду к золотым медалям чемпионата Кыргызстана. По состоянию на 2001 год тренировал «Семетей» в первой лиге Кыргызстана.
В начале XXI века перебрался в Россию, тренировал любительские клубы. В 2004—2006 годах возглавлял «Позис» (Зеленодольск), в 2004 году привёл команду ко второму месту в зональном турнире МФС «Приволжье», в 2005 году этот успех был повторён. С 2007 года тренировал «Автомобилист»/ФК «Сергиевск». Чемпион Самарской области (2010), серебряный призёр (2013) и победитель (2014) турнира МФС «Приволжье».

## Личная жизнь
Брат Ринад (род. 1970) тоже был футболистом, выступал за сборную Кыргызстана, впоследствии работал тренером вместе с братом.